# Lewis Nkosi
Lewis Nkosi (Durban, 5 de dezembro de 1936 - Johanesburgo, 5 de setembro de 2010) foi um escritor sul-africano. 
Nascido em uma família zulu, estudou no M. L. Sultan Technical College de Durban, e trabalhou como jornalista em publicações como Ilanga lase Natal o Drum.Drum.
Viveu um exílio pelas suas críticas ao apartheid. Este exílio começou em 1961 quando conseguiu uma bolsa em Harvard. Foi professor em várias universidades de Estados Unidos, Reino Unido, Polónia ou Zâmbia e regressou a África do Sul em 2001.   

## Biografia
- The Rhythm of Violence, 1964
- Home and Exile, Longman, 1965
- Home and exile and other selections, Longman, 1983, ISBN 0-582-64406-2
- Mating Birds, Constable, 1986, ISBN 0-09-467240-7 (Macmillan Pen Prize)
- The Transplanted Heart: Essays on South Africa, 1975
- Tasks and Masks: Themes and Styles of African Literature, Longman, 1981, ISBN 0-582-64145-4
- The Black Psychiatrist (2001)
- Underground People, Kwela Books, 2002, ISBN 0-7957-0150-0, en (em neerlandês)  en  1994